# Ameerega maculata
Espèce
Synonymes
- Dendrobates trivittatus var maculatus Peters, 1873
- Epipedobates maculatus (Peters, 1873)

Statut de conservation UICN

 DD  : Données insuffisantes
Statut CITES
Ameerega maculata est une espèce d'amphibiens de la famille des Dendrobatidae.

## Répartition
Cette espèce est endémique du Panama. Elle n'est connue que par son holotype.

## Publication originale
- Peters, 1873 : Über eine neue Schildkrötenart, Cinosternon effeldtii und einige andere neue oder weniger bekannte Amphibien. Monatsberichte der Königlich Preussischen Akademie der Wissenschaften zu Berlin, vol. 1873, p. 603-618 (texte intégral).